# Askov (Minnesota)
46°11′N 92°46′V / 46.183°N 92.767°V
 For alternative betydninger, se Askov (flertydig). (Se også artikler, som begynder med Askov)
Askov er en by i Minnesota i USA. Grundlagt i år 1908. Den har 368 indbyggere (2002). Størstedelen af befolkningen er af dansk afstamning.